# 육대춘
육대춘(陸大春)은 조선 중기의 문신이다. 본관은 옥천(沃川). 자는 건중(建中), 호는 경암(敬菴)이다.
1546년(명종 1) 증광(增廣) 문과에 병과(丙科)로 급제하였고, 군기시 첨정(僉正)을 거쳐 도승지(都承旨)에 이르렀다.
1550년(명종 5) 문정왕후가 승 보우(普雨)를 신임하여 선교(禪敎) 양종(兩宗)을 부활시키고 승과·도첩제(度牒制)를 다시 실시하자, 1551년(명종 1) 음력 1월 21일 육대춘은 교서관(校書館) 저작(著作)으로서 양종(兩宗)과 선과(禪科)의 폐지를 상소하기도 했다.
1564년(명종 19년)부터 1567년(명종 22년)까지 광양현감을 역임했다.
전라북도 완주군 소양면 신원리에 있는 화산서원(華山書院)에 이언적(李彦迪), 송인수(宋麟壽)와 함께 배향되었고, 전라북도 완주군 구이면 평촌리에 있는 보광서원(葆光書院)에 위패가 봉안되었다.